# 人心不足蛇吞象

朱卷國中的蛇吞象圖，出自《古今圖書集成·方輿彙編·邊裔典·第一百七卷》

人心不足蛇吞象，是一個俗语，形容人过分贪婪，源自成语「蛇吞象」。
其出于《山海经·海内南经》记载“巴蛇食象，三歲而出其骨，君子服之，無心腹之疾。其為蛇青黃赤黑。一曰黑蛇青首，在犀牛西。”其中“巴蛇食象”的原意是指在巴山上有一种蛇，可以吞掉象。另外，《山海经·海内经》“又有朱卷之国，有黑蛇，青首，食象。”的记载。

## 相关的传说
这个词后经民间改编，成为一个故事，并经常被认为是这个词的出处。这个故事有多种版本。其中元杂剧《冤家债主》如下：
|  | 從前有個小孩名叫“象”，父親早逝，母子倆相依為命。母親很疼愛他這唯一的命根子，而他也很孝順。因為家贫，他們的生活全靠象的母親為人縫補衣服获得的少量收入维持。 象长大之后，母親就送象上学。象机敏聪慧，深得老師、同學喜爱。一天早晨，象在上学路上看到一條小青蛇，扭曲在地上爬着。象立定腳步看它滑行。他越看越觉得很有趣，就把它揀起用紙包裹，帶到学堂，藏在他的抽屜里。同學都知道了，也感到這蛇當挺新奇好玩。从此往后，象每天都會帶點吃的回來喂这小青蛇，象和小青蛇也一起長大。後來象輟學替人家干农活，蛇也就住到象的茅屋裡。由于它就象通人性般的很馴服，象的母親也很樂意養它。 时年象母年事已高，她得了一種奇怪的肝痛症，時愈時發，疼起來就像被刀绞一样！象面对母亲的状况，亦无能为力。有一天，象母正病發时，有一個自己能醫疑難雜症的掛單和尚到象的村中來了，象立刻請他為母親诊治。和尚看完病後，给象一张药方，并称按方抓药并以蛇肝作药引即可。象感激过后抓了葯，却苦于找不到药引。经过一番搜寻，最终只能把目標鎖定在與自己朝夕相處的小青蛇身上。象一边拭淚，一边對他養大的寵物說：「我跟你朝夕相处了这么久，实在不忍心伤害你。可是为了治好母亲的痛症，對不起了，倘若你不張开口，讓我到你的體內取些肝，我就要破你的腹了。」 蛇仿佛聽懂了象的話，知恩圖報，馬上很樂意地把口張大。象得以进入它的體內割取蛇肝。蛇忍住剧痛，始终没有合上口。 象母吃了蛇肝配藥后，果然好了。但是，象仍然很擔心她的怪病會複發，他担心蛇死后若母親再次犯病，将难以再找到大蛇的肝。經過再三考虑之後，他決定再繼續取些蛇肝存起來好配藥。他的擔心、孝心與疑心，使他再次拿起刀，逼着他的玩伴張開大口，讓他進到它腹中去割取蛇肝。他割了一片又一片。那蛇痛極了，在地上滚来滚去，可象還是割紅了眼，不肯出來。蛇沒別的辦法，只得忍心的把口一閉，活生生的把象悶死在它的腹中了。 |